# Ernst (Brandenburg)

Markgraf Ernst von Brandenburg als Statthalter in Jülich-Kleve-Berg,
um 1610

Ernst, Markgraf von Brandenburg (* 13. Apriljul. / 23. April 1583greg. in Halle; † 18. Septemberjul. / 28. September 1613greg. in Berlin) aus dem Geschlecht der Hohenzollern war als Sohn des Kurfürsten Joachim Friedrich von Brandenburg Markgraf von Brandenburg. Für seinen Bruder, den Kurfürsten Johann Sigismund von Brandenburg, war er während des Jülich-Klevischen Erbfolgestreits in den Jahren 1610 bis 1613 Statthalter der Herzogtümer Jülich-Kleve-Berg. Er war der erste Hohenzoller, der zum Calvinismus übertrat. 1611 wurde er zum Herrenmeister der Balley Brandenburg des Johanniterordens gewählt.

## Statthalter in Jülich-Kleve-Berg
Nach einer Kavalierstour in die Niederlande und nach England beauftragte ihn sein Bruder Johann Sigismund im Frühjahr 1610 damit, als sein Statthalter nach Düsseldorf zu gehen, um dort für Brandenburg die Regierung der durch Erbschaft an seine Frau Anna von Preußen gefallenen Herzogtümer Jülich-Kleve-Berg zu übernehmen.
Bei seiner Reise an den Niederrhein wurde Ernst in Marburg und Siegen von Landgraf Moritz von Hessen-Kassel und dessen Schwiegervater Johann VII. von Nassau-Dillenburg dahingehend beraten, mit dem Pfalzgrafen Wolfgang Wilhelm von Neuburg, der die Herzogtümer ebenfalls als Erbe beanspruchte, eine provisorische Verständigung herbeizuführen. Entgegen den Instruktionen seines Bruders schloss Ernst mit dem Pfalzgrafen am 31. Maijul. / 10. Juni 1609greg. in Dortmund einen Vertrag über eine gemeinsame Regierung ab.
Trotz Unterstützung durch erfahrene Räte mehrerer protestantischer Reichsfürsten konnte sich der gesundheitlich und seelisch wenig stabile Ernst nur schwer gegen den intelligenten und durchsetzungsfähigen Pfalzgrafen Wolfgang Wilhelm behaupten und verließ schwer erkrankt das Rheinland endgültig im August 1612.

## Konversion zum Calvinismus
Am Pfingsttag 1610 (20. Maijul. / 30. Mai 1610greg.) trat Ernst in Düsseldorf öffentlich vom lutherischen zum reformierten (d. h. calvinistischen) Bekenntnis über. Die Abendmahlsfeier, an der Ernst teilnahm, hielt der Feldprediger des Fürsten Christian I. von Anhalt, Abraham Scultetus.
Wenig später ernannte er den calvinistischen Weseler Stadtpfarrer Wilhelm Stephani zu seinem Hofprediger und förderte in den folgenden Jahren die zahlreichen calvinistischen („reformierten“) Gemeinden in den Herzogtümern Jülich, Kleve und Berg.
Historisch bedeutsam war eine Predigt am 18. Julijul. / 28. Juli 1613greg. in seinem Zimmer im Berliner Schloss, zu der er den calvinistischen Hofprediger Martin Füssel aus Dessau hatte rufen lassen, der anschließend am 22. Julijul. / 1. August 1613greg. auch eine Predigt vor dem offiziell noch lutherischen Kurfürsten Johann Sigismund in Chorin hielt.
Ernst starb unverheiratet und wurde im alten Berliner Dom beigesetzt. Seine Leichenpredigt hielt der Hofprediger Salomon Finck, der bei dieser Gelegenheit öffentlich ein calvinistisches Glaubensbekenntnis vortrug, das ihm Ernst am 8. Augustjul. / 18. August 1613greg. anvertraut hatte.